# Cattedrali in Giappone
Questa è una lista delle cattedrali in Giappone.

## Cattedrali cattoliche
| Cattedrale                                                | Arcidiocesi o Diocesi          | Località  | Immagine |
| --------------------------------------------------------- | ------------------------------ | --------- | -------- |
| Cattedrale di Santa Maria                                 | Arcidiocesi di Nagasaki        | Nagasaki  |          |
| Cattedrale di Nostra Signora della Vittoria               | Diocesi di Fukuoka             | Fukuoka   |          |
| Cattedrale di San Francesco Saverio                       | Diocesi di Kagoshima           | Kagoshima |          |
| Cattedrale del Cuore Immacolato di Maria                  | Diocesi di Naha                | Naha      |          |
| Cattedrale di San Francesco Saverio                       | Diocesi di Oita                | Ōita      |          |
| Cattedrale dell'Immacolata Concezione della Vergine Maria | Arcidiocesi di Osaka-Takamatsu | Osaka     |          |
| Cattedrale dell'Assunzione di Maria                       | Diocesi di Hiroshima           | Hiroshima |          |
| Cattedrale di San Francesco Saverio                       | Diocesi di Kyōto               | Kyōto     |          |
| Cattedrale dei Santi Pietro e Paolo                       | Diocesi di Nagoya              | Nagoya    |          |
| Cattedrale di Santa Maria                                 | Arcidiocesi di Tokyo           | Tōkyō     |          |
| Cattedrale di Cristo Re                                   | Diocesi di Niigata             | Niigata   |          |
| Cattedrale di Santa Teresa del Bambin Gesù                | Diocesi di Saitama             | Saitama   |          |
| Cattedrale degli Angeli Custodi                           | Diocesi di Sapporo             | Sapporo   |          |
| Cattedrale dei Santi Pietro e Paolo                       | Diocesi di Sendai              | Sendai    |          |
| Cattedrale del Sacro Cuore                                | Diocesi di Yokohama            | Yokohama  |          |

## Cattedrali anglicane
| Cattedrale                          | Arcidiocesi o Diocesi         | Località | Immagine |
| ----------------------------------- | ----------------------------- | -------- | -------- |
| Cattedrale di Christ Church         | Diocesi anglicana di Sapporo  | Sapporo  |          |
| Cattedrale anglicana di Sendai      | Diocesi anglicana di Sendai   | Sendai   |          |
| Cattedrale di Sant'Andrea           | Diocesi anglicana di Tokyo    | Tokyo    |          |
| Cattedrale di Sant'Andrea           | Diocesi anglicana di Yokohama | Yokohama |          |
| Cattedrale di San Matteo            | Diocesi anglicana di Nagoya   | Nagoya   |          |
| Cattedrale di Sant'Agnese           | Diocesi anglicana di Kyoto    | Kyoto    |          |
| Cattedrale di Christ Church         | Diocesi anglicana di Osaka    | Osaka    |          |
| Cattedrale di San Michele           | Diocesi anglicana di Kobe     | Kōbe     |          |
| Cattedrale di San Pietro            | Diocesi anglicana di Fukuoka  | Fukuoka  |          |
| Cattedrale dei Santi Pietro e Paolo | Diocesi anglicana di Naha     | Naha     |          |
| Cattedrale di San Mattia            | Diocesi anglicana di Maebashi | Maebashi |          |

## Cattedrali ortodosse
| Cattedrale                    | Arcidiocesi o Diocesi                        | Località | Immagine |
| ----------------------------- | -------------------------------------------- | -------- | -------- |
| Cattedrale della Resurrezione | Eparchia di Tokyo                            | Tokyo    |          |
| Cattedrale dell'Annunciazione | Eparchia di Sendai e del Giappone Orientale  | Sendai   |          |
| Cattedrale dell'Annunciazione | Eparchia di Kyoto e del Giappone Occidentale | Kyoto    |          |